# Baie Orientale
Baie Orientale är en vik i den östra delen av Saint-Martin, cirka 7,4 kilometer nordost om huvudorten Marigot.